# Celisaltica ruwenzorica
Celisaltica ruwenzorica là một loài bọ cánh cứng trong họ Chrysomelidae. Loài này được Biondi miêu tả khoa học năm 2001.